# 罗林泉
罗林泉（1956年4月—），男，江苏人，中华人民共和国外交官，历任中国驻希腊大使、驻爱尔兰大使。

## 生平

### 早年
罗林泉1956年4月出生，1972年毕业于苏州市第十二中学，1975年加入中国共产党。1980年，毕业于北京外国语学院英语系。

### 外事工作
毕业后，罗林泉进入外交部工作，任礼宾司科员。1984年，任驻纽约总领事馆副领事。1986年至1997年，历任外交部礼宾司随员、三等秘书、副处长、处长、参赞。1997年，任外交部驻香港特别行政区特派员公署参赞。1998年，任礼宾司副司长。2004年，升任礼宾司司长。2007年11月，出任中华人民共和国驻希腊大使。任职期间，恰逢北京奥运会圣火传递，罗林泉为火炬接力的第五段的火炬手，成为首位参与奥运火炬接力的中国大使。2011年8月，出任中华人民共和国驻爱尔兰大使。2014年12月，出任中华人民共和国驻旧金山总领事。2018年，任满退休，改任中国公共外交协会副会长。
2011年离任驻希腊大使前，罗林泉获授希腊凤凰大司令勋章，成为首位受勋的中国驻希腊大使。

## 荣誉

### 外国勋章奖章
- 凤凰大司令勋章（希腊，2011年7月14日于雅典外交部大楼颁发[7]）

## 家庭
罗林泉已婚，育有一子。